# 멕시코물쥐
멕시코물쥐(Rheomys mexicanus)는 비단털쥐과 목화쥐아과에 속하는 반수생 설치류의 일종이다. 멕시코고기잡이쥐 또는 굿윈물쥐로도 불린다. 멕시코 남부 오아하카주에 제한적으로 분포한다. 숲 파괴와 물 오염으로 위협을 받고 있으며, 국제 자연 보전 연맹(IUCN)이 "멸종위기종"으로 분류하고 있다.